# بیورن بوهینگ
بیورن بوهینگ (انگلیسی: Björn Böhning؛ زادهٔ ۲ ژوئن ۱۹۷۸) یک سیاست‌مدار اهل آلمان است. بوهینگ از نمایندگان حزب سوسیال دموکرات آلمان هست. از سال ۲۰۰۴ تا سال ۲۰۰۷ او رئیس سوسیالیست جوانی ک جناح از حزب سوسیال دموکرات آلمان بود. از زمان ۱۵ فوریه ۲۰۰۸ او سخنگوی انجمن دموکریتیش چپ است.